# الإعاقة في ماليزيا
الإعاقة في ماليزيا هو مصطلح يعود للأشخاص ذوي الإعاقة في ماليزيا (Disability in Malaysia). حيث بلغ عددهم 197.519 فرد يعانون من فئات مختلفة من الإعاقة حتى عام 2007.

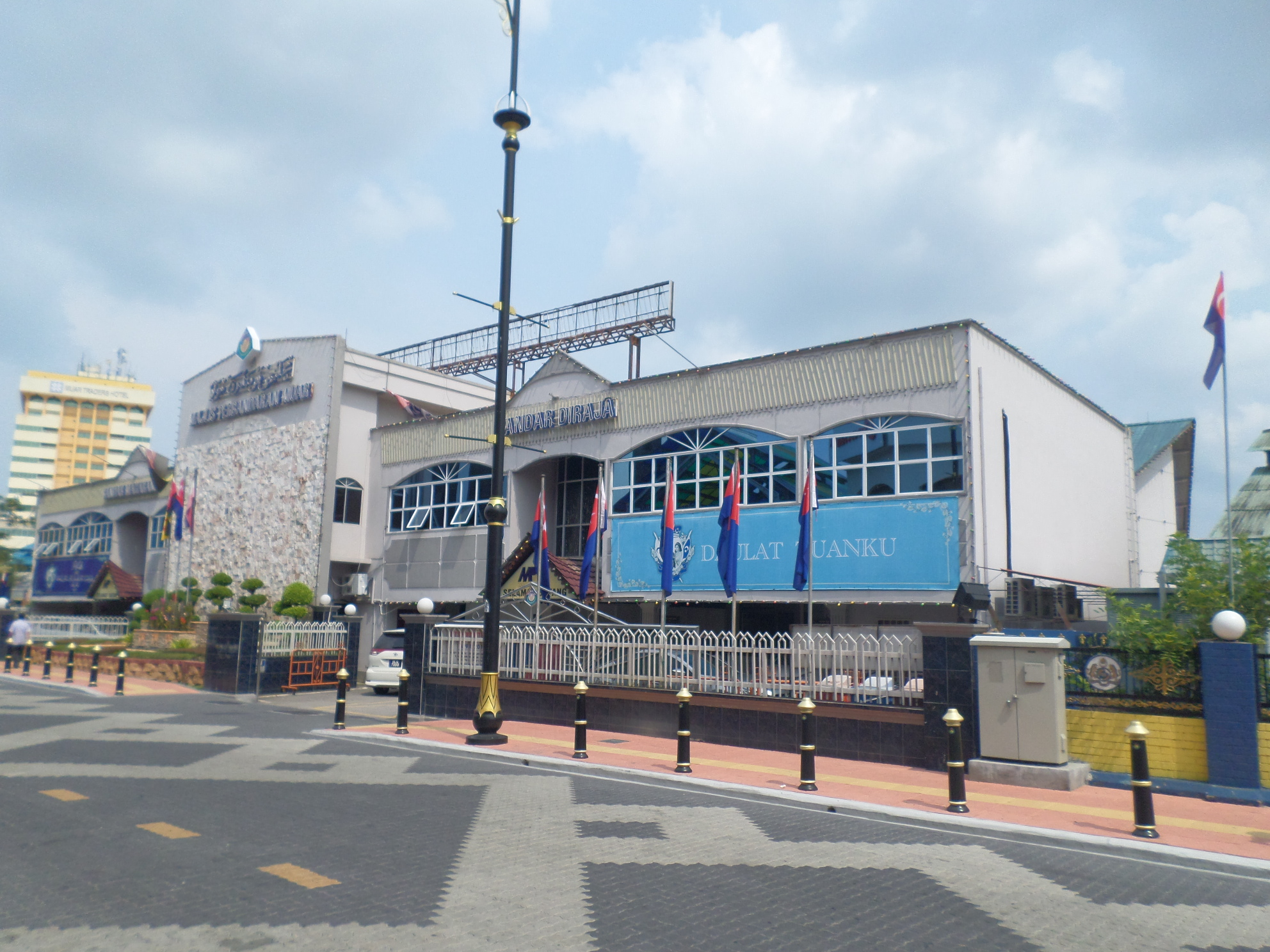
رصف اللمس المخصص للمكفوفين أمام مجلس البلدية في مدينة موار ماليزيا

وتعد ماليزيا دولة عضو في اتفاقية حقوق الأشخاص ذوي الإعاقة للأمم المتحدة، وقد وقعت عليها في 8 أبريل 2008 وصدقت على المعاهدة في 19 يوليو 2010.

## فئات الإعاقة

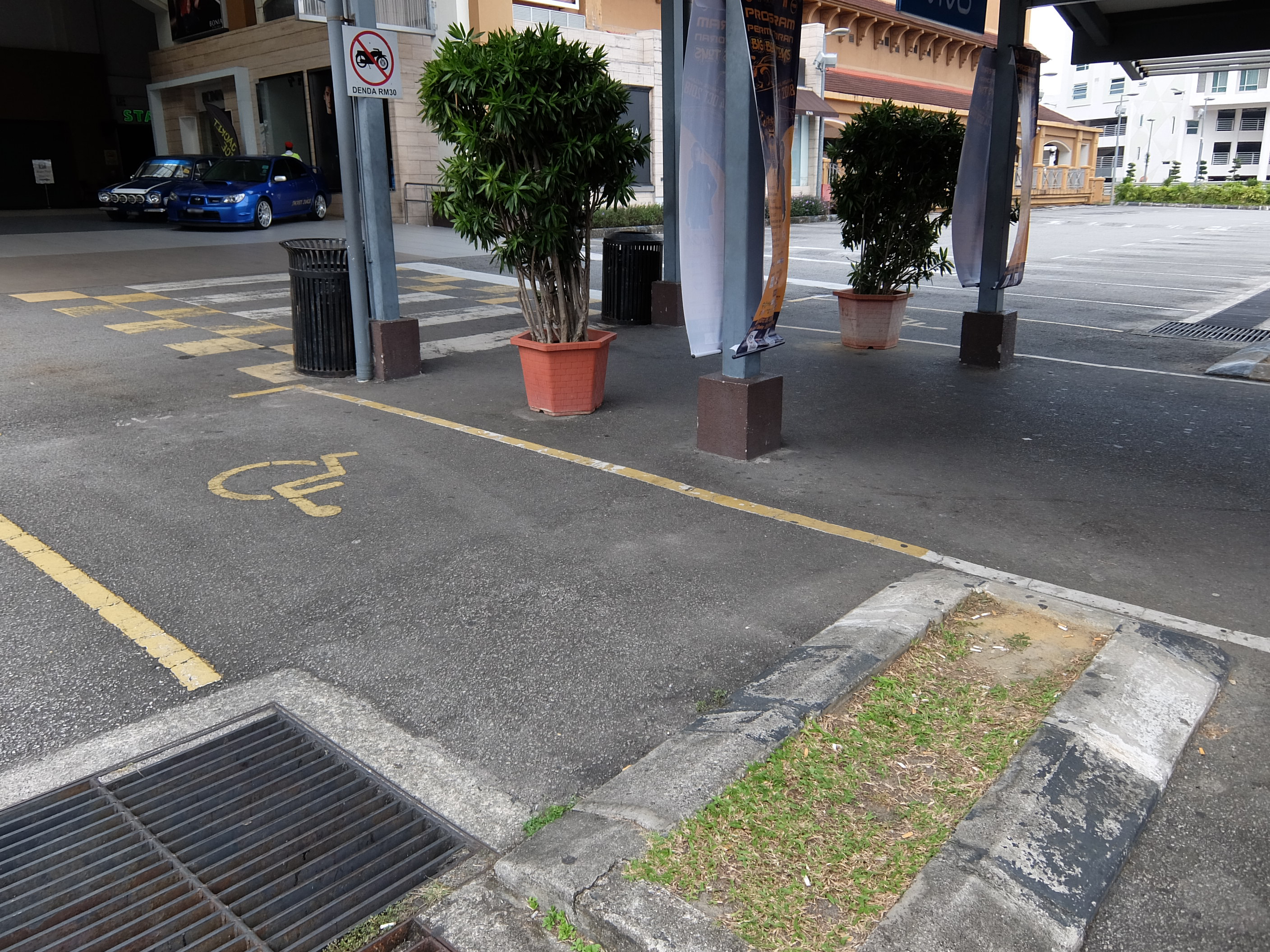
موقف سيارات ذوي الإعاقة بمنطقة إقليم ملقا في ماليزيا

تصنف وزارة الرفاه الاجتماعي في ماليزيا الإعاقات ضمن سبع فئات، وهي الإعاقات السمعية والبصرية والنطقية والجسدية والتعليمية والعقلية والإعاقات المتعددة.

## قانون
في عام 2008، أقر برلمان ماليزيا قانون الأشخاص ذوي الإعاقة (PWDA) لضمان وصول الأشخاص ذوي الإعاقة إلى المرافق العامة والمواصلات والخدمات الترفيهية والرياضية.

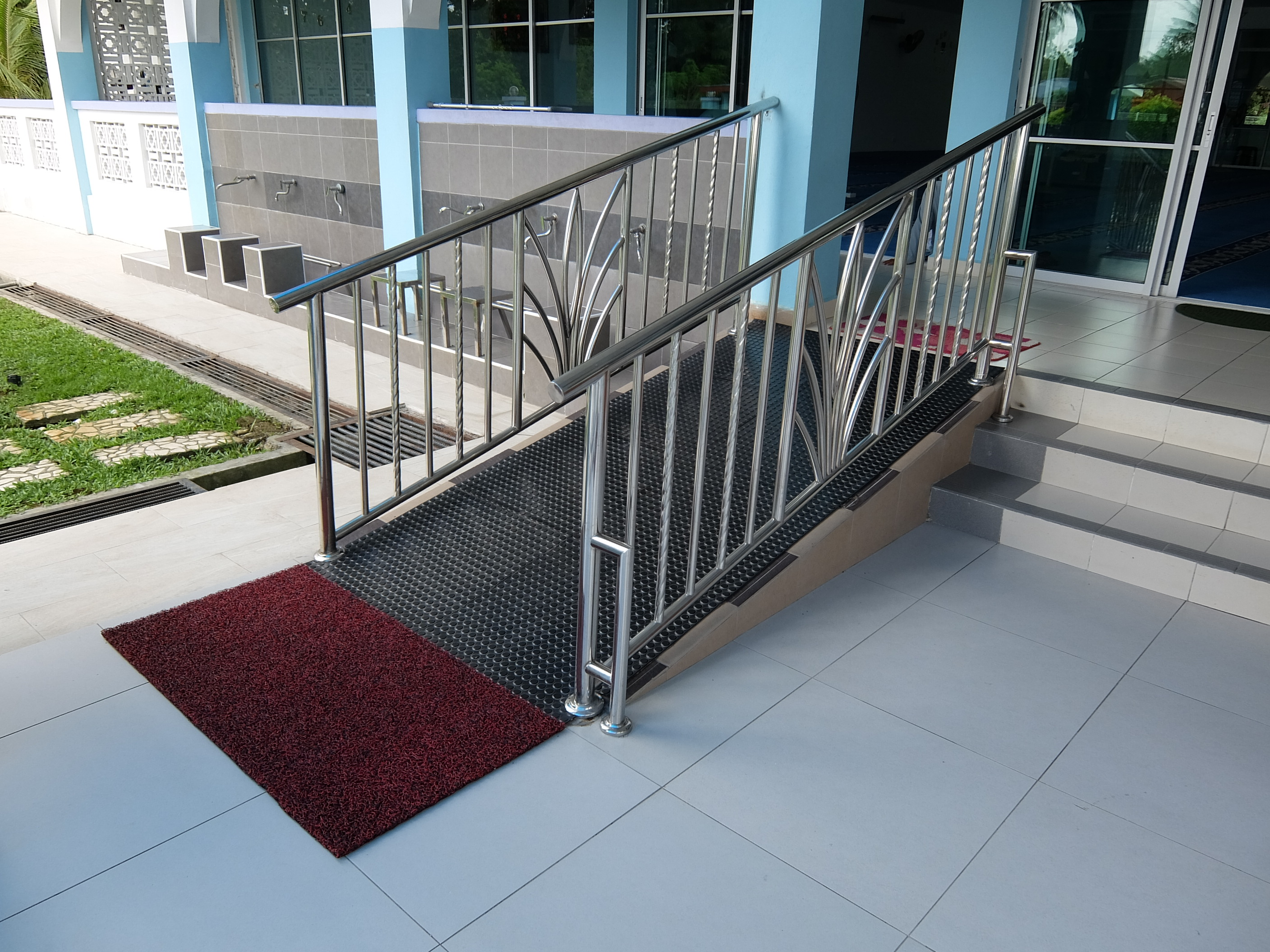
منحدر للكراسي المتحركة لذوي الإعاقة في مسجد بولاية جوهور في ماليزيا

## المنظمات المهتمة
- مؤسسة مرض الزهايمر في ماليزيا
- مركز معلومات ودعم الأشخاص ذوي الإعاقة في كيوانيس
- شبكة المعلومات الماليزية للمعاقين
- الجمعية الماليزية للمكفوفين[8]
- الصحافة برايل الماليزية
- الاتحاد الماليزي للصم
- الاتحاد الماليزي للمعاقين
- جمعية الصحة العقلية الماليزية
- مؤسسة Mentalink الماليزية
- جمعية مرض باركنسون الماليزية
- جمعية إصابات العمود الفقري الماليزية
- المجلس الوطني للمكفوفين، ماليزيا[9]